# Coyag
Coyag (del mapudungun koyag o koyang) es una reunión solemne de los mapuches. La traducción corriente al español para esta práctica es 'parlamento' en su sentido de conversación que entablan dos partes para dirimir sus diferencias.

## Desarrollo
Los cronistas dejaron constancia reiteradamente de las ceremonias que los mapuches denominaban koyag, compararándolas con los cabildos españoles. Explicaron cómo se realizaban las juntas entre los mapuches y señalaron aspectos rituales para celebrar las paces y las victorias o convocar a la guerra. También dejaron constancia del significado del koyag. Esteban Erize, en su Diccionario mapuche-español, define el coyag, como 'junta solemne o parlamento'.

No sé si tienes idea de lo que es un parlamento en tierra de cristianos; y digo en tierra de cristianos, porque en tierra de indios el ritual es diferente. Un parlamento es una conferencia diplomática.
Lucio V. Mansilla

Tienen señalado y dispuesto un lugar conocido en cada parcialidad para sus parlamentos y consejos de guerra, que llaman Lepum, y cuando se ofrece alguna consulta o cojao (que así llaman a estas juntas).
Francisco Núñez de Pineda y Bascuñán

En este caso suspenden toda hostilidad i empieza a tratar de ajustes, que se concluyen en una asamblea que ellos llaman buta-coyan, i los españoles de aquel reino, parlamento.
Vicente Carvallo y Goyeneche

De igual forma se refiere el abate Molina: 

Terminada, pues, que sea la guerra entre las dos naciones, se hace luego un congreso, que los Españoles llaman Parlamento, y los araucanos Huincacoyag.

También Felipe Gómez de Vidaurre confirma que:

Allí se trata de las causas de la guerra que expone el toqui que pretende declararla, o la ha declarado ya con sus hostilidades, las cuales, ordinariamente, son aprobadas por el ancacoyan o buta-coyan, esto es, por el consejo de los araucanos, o por el gran consejo.

Por otra parte Diego de Rosales dijo al respecto:

Y en las juntas generales, que llaman Coyao [...] que son los lugares donde se juntan a tratar las cosas de importancia, que son como los lugares de el cabildo.

Como se ve, la palabra koyag era conocida entre los cronistas. En los escritos se puede observar que esta palabra estaba asociada a un evento particular de la sociedad mapuche, en el que se trataban temas de enorme importancia, para lo cual tenían lugares específicos donde realizaban sus convocatorias. Asistían a ellas determinadas personas, se administraba justicia y se tomaban decisiones para la paz o convocar a la guerra. Por lo tanto se caracteriza por ser un espacio de interacción social, política y militar.

Otra innovación de la guerra fue el curioso sistema de parlamentos establecidos por los gobernadores para acordar condiciones de paz con los caciques. El primero fue el celebrado por el Marqués de Baides en Quilín, el año 1641. Desde entonces, cada cierto tiempo se concertaron reuniones de ese tipo, en que se hacían largos discursos, se estipulaban las paces y luego, tras un intercambio de regalos, todos fraternizaban en festejos con abundante vino y aguardiente.
Sergio Villalobos, Historia de Chile. 

## La convocatoria
La convocatoria para la guerra se realiza «haciendo correr la flecha ensangrentada». Esta es llevada «a toda la tierra» por los «werkenes» o mensajeros.

[...] toma la mano, como digimos, el Toqui general y los convoca sacando su hacha de pedernal negro, ensangrentado, como el estandarte de guerra, y embia a los demas Caciques una  flecha ensangrentada y unos ñudos en un cordón de lana colorada, y con esto los covoca como con una carta provocatoria para pelear y derramar sangre enemiga.
Diego de Rosales

El color rojo implicaba para los mapuches el color de la sangre, y este color en un contexto de mensaje implicaba la guerra. Es así que nos lo cuenta Rosales, en alguna ocasión, utilizando en una carta un sello de color rojo, los mapuches se negaron a enviarla:

[...] luego que vieron la carta cerrada con oblea colorada se rezelaron y les pareció que enviéndola los Españoles de Chiloé les avian de venir a hacer guerra y que en aquella carta los provocaba a ella, por llebar la señal de guerra, colorada. Y assi ube de volverla a cerrar con oblea blanca y la llebaron con gusto de esa manera, y me digeron: ahora sí que podrá ir esta carta de mano en mano, que la otra avian de entender todos por donde passasse que era para convocar a los Españoles.
Alonso de Ovalle

## Asimilación española
Los españoles asociaron la función del koyag, con la de «cabildo», por lo tanto lo que operaba en este caso era la traducción a los ámbitos del entendimiento hispano. Jerónimo de Vivar dará una  visión acerca de esto al comparar estos eventos con los del cabildo español. En este contexto dice que:

Ciertas veces del año se ajuntan en una parte que ellos tienen señalado para aquel efecto que se llama regua, que es tanto como decir “parte donde se ayuntan” y sitio señalado como en nuestra España tienen donde hacen cabildo. Este ayuntamiento es para averiguar pleitos y muertes, y allí se casan y beben largo. Es como cuando van a cortes, porque van todos los grandes señores. Todo aquello que allí se acuerda y hace es guardado y tenido y no quebrantado. Estando allí todos juntos estos principales, pide cada uno su justicia.
Jerónimo de Vivar

Lo que describe Vivar, es la estructura y función de un koyag. En su escrito, como también en los otros cronistas, queda explícitamente de manifiesto, como estas juntas eran reuniones periódicas que se daban en la sociedad mapuche, y el hecho que obedecían a una costumbre anterior a la llegada de los españoles.

## Interacción posterior con Argentina y Chile
En la interacción con los españoles, el koyag pasó a institucionalizarse como parlamento. Estas ceremonias fueron también adquiridas por las repúblicas de Chile y Argentina, quienes celebraron acuerdos por esta vía con la sociedad mapuche. Además, de observarse en todas las ceremonias realizadas desde la época colonial en adelante, un patrón ritual propio  de la sociedad mapuche cuyo origen estará determinado, desde tiempos inmemoriales, en la tradición del admapu.